# Oodnadatta
Oodnadatta, nello stato dell'Australia Meridionale, in Australia, è una piccola città circondata da un'area di 7800 km2 di allevamento di bestiame, zone aride nei pressi del deserto di Simpson, ad oltre 1000 km a nord di Adelaide e a circa 112 metri s.l.m. Il nome proviene dalla lingua arrernte utnadata, che significa "acacia fiorita".
La popolazione era di 229 abitanti nel 1976 ed è diminuita a 160 nel 1986 per poi risalire a 277 secondo un censimento del 2006 (150 uomini, 127 donne con un totale di 103 indigeni australiani).